# Граф Крэнбрук

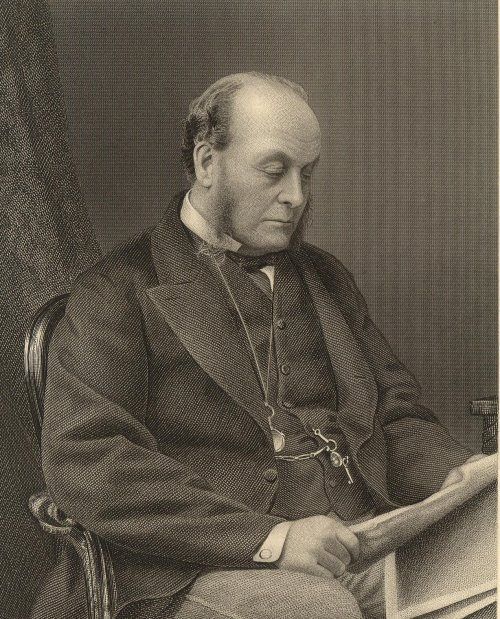
Гаторн Гаторн-Гарди, 1-й граф Крэнбрук (1814—1906)

Граф Крэнбрук в графстве Кент (англ. Earl of Cranbrook) — наследственный титул в системе Пэрства Соединённого королевства.

## История
Титул графа Крэнбрука был создан 22 августа 1892 года для видного консервативного политика Гаторна Гаторна-Харди, 1-го виконта Крэнбрука (1814—1906). Он занимал должности министра внутренних дел (1867—1868), военного министра (1874—1878, 1886), министра по делам Индии (1878—1880), лорда-председателя Совета (1885—1886, 1886—1892) и канцлера герцогства Ланкастер (1886). В 1878 году для него был создан титул виконта Крэнбрука из Хемстеда в графстве Кент. В 1892 году вместе с графским графом он был удостоен титула барона Медуэй из Хемстеда в графстве Кент.
Титул учтивости старшего сына и наследника графа Крэнбрука — «Лорд Медуэй».
В 1906 году лорду Крэнбруку наследовал его старший сын, Джон Стюарт Гаторн-Харди, 2-й граф Крэнбрук (1839—1911). Он был депутатом консервативной партии в палаты общин от Рая (1868—1880), Среднего Кента (1884—1885) и Медуэя (1885—1892).
По состоянию на 2025 год, обладателем графского титула являлся его правнук, Гаторн Гаторн-Гарди, 5-й граф Крэнбрук (род. 1933), который наследовал своему отцу в 1978 году. Он — зоолог и биолог окружающей среды, удостоен золотой медали Королевского географического общества в 1995 году.
- Достопочтенный Альфред Гаторн-Гарди (1845—1918), депутат Палаты общин от Кентербери (1878—1880)и Ист-Гринстеда (1886—1895), третий сын 1-го графа Крэнбрука
- Джонатан Гаторн-Гарди (род. 1933), английский писатель, сын достопочтенного Энтони Гаторна-Гарди, младшего сына 3-го графа Крэнбрука.

Семейная резиденция — Грейт Глемхэм-хаус в Грейт Глемхэме в окрестностях Саксмундхэма в графстве Саффолк.

## Графов Крэнбрук (1892)
- 1892—1906: Гаторн Гаторн-Гарди, 1-й граф Крэнбрук (1 октября 1814 — 30 октября 1906), младший сын Джона Гарди;
- 1906—1911: Джон Стюарт Гаторн-Гарди, 2-й граф Крэнбрук (22 марта 1839 — 13 июля 1911), старший сын предыдущего;
- 1911—1915: Гаторн Гаторн-Гарди, 3-й граф Крэнбрук (18 декабря 1870 — 23 декабря 1915), старший сын предыдущего;
- 1915—1978: Джон Дэвид Гаторн-Гарди, 4-й граф Крэнбрук (15 апреля 1900 — 22 ноября 1978), старший сын предыдущего;
- 1978 — настоящее время: Гаторн Гаторн-Гарди, 5-й граф Крэнбрук (род. 20 июня 1933), старший сын предыдущего;
  - Наследник: Джон Джейсон Гаторн-Гарди, лорд Медуэй (род. 26 августа 1968), старший сын предыдущего.